# Gymnema glabrum
Gymnema glabrum är en oleanderväxtart som beskrevs av Robert Wight. Gymnema glabrum ingår i släktet Gymnema och familjen oleanderväxter. Inga underarter finns listade i Catalogue of Life.